# Stazione di Dossobuono
Stazione di Dossobuono vasútállomás Olaszországban, Veneto régióban, Villafranca di Verona település Dossobuono frazionéjában.

## Vasútvonalak
Az állomást az alábbi vasútvonalak érintik:
- Verona-Mantova-Modena-vasútvonal
- Verona-Rovigo-vasútvonal

## Kapcsolódó állomások
A vasútállomáshoz az alábbi állomások vannak a legközelebb: 
- Stazione di Verona Porta Nuova
- Stazione di Villafranca di Verona